# Ajagös (Fluss)
Der Ajagös (kasachisch Аягөз, russisch Аягоз) ist ein Zufluss des Balchaschsees im Osten Kasachstans.
Der Ajagös entspringt an der Nordflanke des Tarbagataigebirges. Er fließt zuerst in nordwestlicher Richtung, passiert die gleichnamige Stadt Ajagös, wendet sich anschließend nach Süden und durchfließt eine halbwüstenähnliche Landschaft. Bei Hochwasserereignissen erreicht er südlich von Aqtoghai das Ostende des Balchaschsees. Der Ajagös wird hauptsächlich von der Schneeschmelze gespeist. Ein Teil des Flusswassers wird zur Bewässerung genutzt.